# 東洋汽船

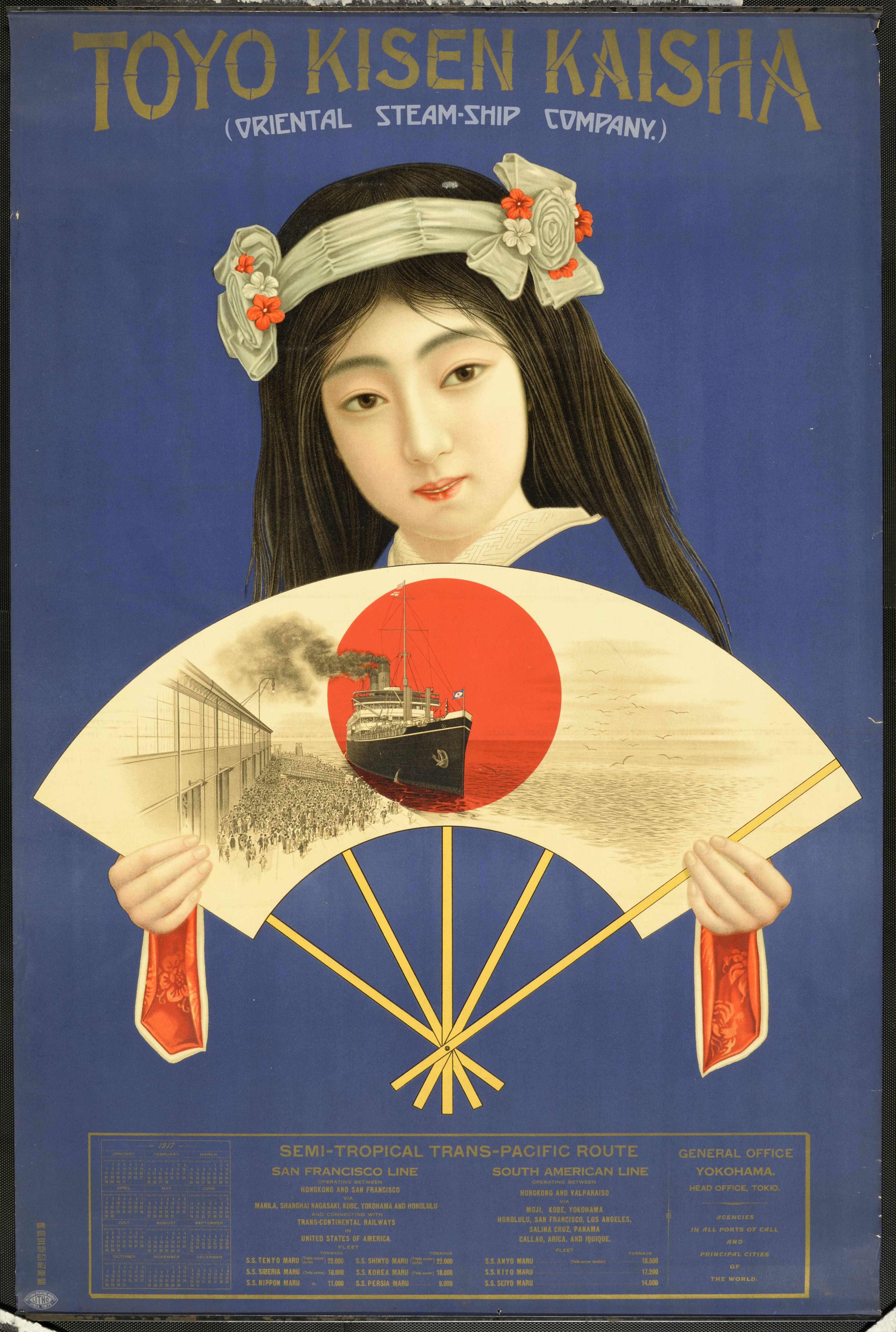
東洋汽船ポスター　英語

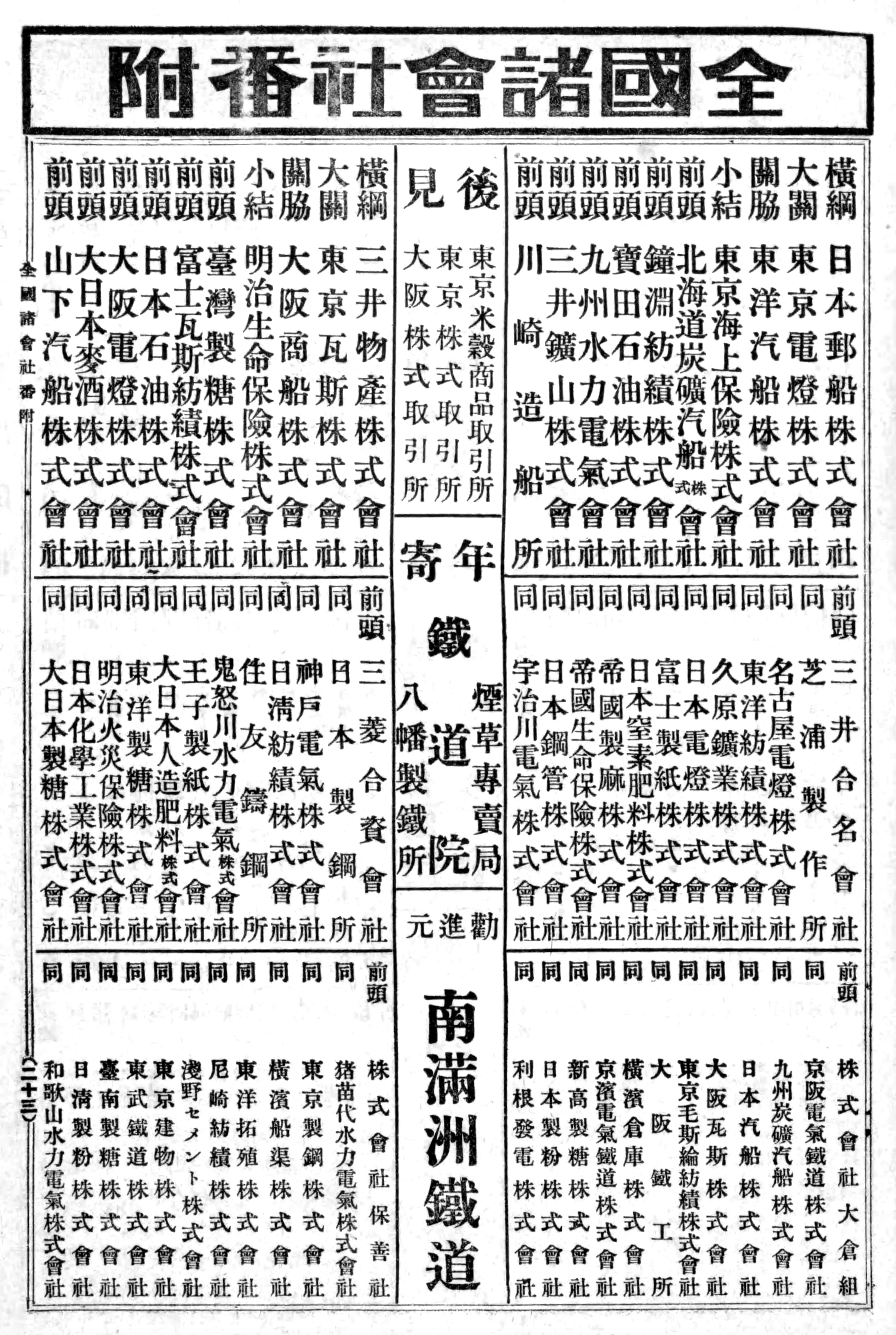
全国諸会社番付(大正12年)。関脇として掲載される。

東洋汽船（とうようきせん）は1896年（明治29年）から1960年（昭和35年）まで存続した、浅野財閥・安田財閥系 の日本の海運会社である。
日本の近代からの船舶史、特に客船史を語る上では日本郵船、大阪商船（現・商船三井）と並んで避けて語ることが出来ない船会社であり、創業者・浅野総一郎（浅野財閥創始者）の企業家精神 や夢 をサンフランシスコ航路開設や日本で最初の1万トンを越える大型船の建造などという形で具現化したが、やがて世界情勢の変遷などにより経営が苦境に陥り、日本郵船に客船部門を譲渡した後は貨物船専業の船会社となる。太平洋戦争を経て、1964年（昭和39年）の海運集約を目前にして、その前段階において64年の歴史の幕を閉じた。
ファンネルマークは橙一色であり、頂部は黒。社旗は「紫色の地に日の丸の扇子」だった。扇子は浅野総一郎の家紋に由来する。

## 沿革

### 創業期
東洋汽船のルーツは、浅野財閥創始者の浅野総一郎が1886年（明治19年）に設立した浅野回漕店（浅野廻漕部）である。浅野回漕店は浅野総一郎が渋沢栄一や渋沢喜作らとともにロシアから汽船「ベロナ」を購入して「日の出丸」と命名し、石炭を輸送することを生業としていた。やがて持ち船を増やし、日本郵船に対抗する意味合いをもって他の小規模船会社とともに海運同盟会を結成。日清戦争直前の1893年（明治26年）頃には、帆船なども含めると8万総トンもの船腹を有する規模にまで発展し、日清戦争では何隻かの持ち船を日本軍御用船として提供していた。折りしも、日清戦争終結後の1896年（明治29年）に航海奨励法と造船奨励法が施行される。日本船が海外航路に就航する際や、新造船建造の際に一定の補助金を出すという、この二つの法律の施行を契機として、日本の船会社は相前後して海外へと打って出た。
日本郵船は法律の施行に先んじて1893年（明治26年）に、日本の船会社初の本格的遠洋定期航路 としてボンベイ航路を開設。法律施行後にはヨーロッパ航路、シアトル航路、豪州航路を相次いで開設した。大阪商船も1896年、日本の領土となったばかりの台湾への命令航路の運営を受命し、会社規模の拡大を開始する。むろん、浅野はこういったライバル船会社の動向に無関心だったわけではない。国内同業者との日本国内での競争にあぐらをかいて満足するようなことはなく、1896年に今までの持ち船を土佐汽船に譲渡して浅野回漕店を解散する。そして同じ1896年6月2日 あるいは7月1日 に渋沢栄一（渋沢財閥）に加えて安田善次郎（安田財閥）、福澤桃介、大倉喜八郎（大倉財閥）、6代目森村市左衛門らから650万円（当時）の出資を受けて東洋汽船株式会社を設立する。

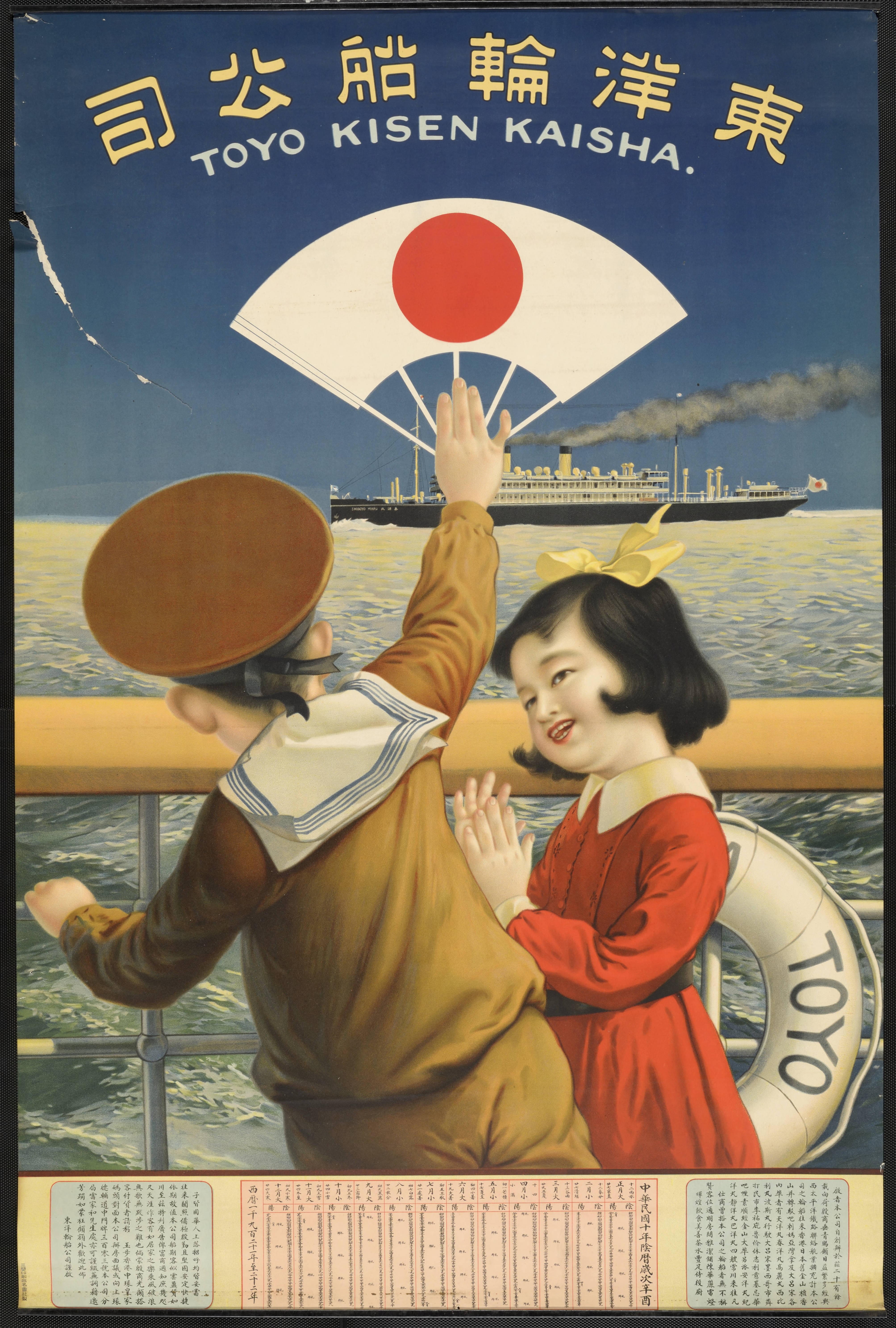
東洋汽船ポスター　中国語

東洋汽船設立後の浅野総一郎は体調があまりよくなかったにもかかわらず、ただちに渡米してサザン・パシフィック鉄道社長立会いの下、パシフィック・メイル社およびオリエンタル・アンド・オクシデンタル社（Oriental and Occidental）との提携を申し入れる。交渉は難航したものの、ついにサンフランシスコと香港間の航路を、パシフィック・メイルおよびオリエンタル・アンド・オクシデンタルの船舶6隻、東洋汽船の船舶3隻で共同運航するという形で設立する。浅野は次にイギリスに渡り、1897年（明治30年）にサー・ジェームズ・レイング社（Sir James Laing & Sons Co.）とスワン・ハンター社でサンフランシスコ航路用船舶3隻の建造契約を取り付ける。これが日本丸級貨客船（「日本丸」、「香港丸」、「亜米利加丸」）である。日本丸級貨客船は1898年（明治31年）11月から1899年（明治32年）1月にかけて相次いで日本に回航され、第一船の日本丸は明治31年12月15日に香港を出帆し、廈門市、上海、長崎、神戸、横浜およびホノルルを経由し、明治32年1月14日にサンフランシスコに到着、サンフランシスコ航路の第一歩を記した。もっとも、初期の経営はノウハウが未成熟だったこともあってパシフィック・メイル社に全面委託していたが、それがために日本人船客の不興を買う事もしばしばであった。一例としては、アメリカ向け航海での食堂メニューが「ホームワード」とされ、日本および香港向け航海でのメニューが「アウトワード」とされていた。また、サンフランシスコ航路に関わる当時の情勢として、ハワイ併合とそれに伴う移民や貨物の輸送制限がホノルルとサンフランシスコ間の航海で適用されたが、これらの負の要素にもかかわらず業績は上向きに推移した。当時、サンフランシスコ航路を利用した船客の中には、孫文 や野口英世 といった顔も見られた。1900年（明治33年）には、日本丸級貨客船3隻の予備としてイギリスから2隻の中型貨客船、「ロヒラ」と「ロセッタ」を購入し、それぞれ「ろひら丸」と「ろせった丸」と命名。両船ともサンフランシスコ航路には投入されなかったが、「ろせった丸」は1901年（明治34年）12月5日から始まった香港・マニラ航路に就航した。日露戦争では在籍船全てが軍に徴傭され、日本丸級貨客船は仮装巡洋艦として、「ろひら丸」と「ろせった丸」は病院船として軍務に服した。

### 発展期
日露戦争で日本丸級貨客船が軍務に服している前後、サンフランシスコ航路では変化が起きていた。1906年（明治39年）に東洋汽船の提携先の一つであるオリエンタル・アンド・オクシデンタル社が運航を停止。もう一つの提携先であるパシフィック・メイル社と、後発組の、ジェームズ・ジェローム・ヒル率いるグレート・ノーザン汽船会社は、ともに1万トンを越える大型船の建造に乗り出す。これらの情報をすでにつかんで大型船建造の決議をしていた東洋汽船ではあったが、日露戦争の行く末がある程度つかめるようになるまで計画は実行に移されなかった。また、大型船建造の決議の前後に、パシフィック・メイル社の社長に就任していたエドワード・ヘンリー・ハリマンから、東洋汽船の足元を見るかのような交渉が持ち込まれる。すなわち、「日本丸級貨客船程度の船舶では太刀打ちできないだろうから、日本丸級貨客船をパシフィック・メイル社に売り渡すか、パシフィック・メイル社の持ち船全てを購入するか」という内容の交渉である。
東洋汽船は当面は現状維持で過ごした。日露戦争の大勢が決した1905年（明治38年）6月に、浅野総一郎は白石元治郎の進言を受け入れて、三菱長崎造船所に12,000トン級貨客船の建造を発注する。これが、日本で最初の1万トンを越える大型船の嚆矢である天洋丸級貨客船（「天洋丸」、「地洋丸」、「春洋丸」）である。天洋丸級貨客船は、浅野総一郎の夢と意欲の一つの結晶とも言うべき存在であった。それまでの石炭ボイラーとレシプロ式蒸気機関に代わり、当時最新鋭の蒸気タービンや重油焚きボイラーの採用、当時としては高速の20ノットの速力など画期的な性能であり、しかもこのクラスの大型船を民間向けに日本で国産建造させたことも、前例のない野心的なプロジェクトであった（主機関はイギリス製のパーソンズ・タービンを輸入）。この計画は、日本郵船から「気狂い」とまで言われた。契約の際に「三菱の大番頭」荘田平五郎は、浅野に計画のランクダウンを提案して再考を勧めたほどであったが、浅野は断固としてこれを退けた。天洋丸級貨客船は1908年（明治41年）に「天洋丸」と「地洋丸」、1911年（明治44年）に「春洋丸」が竣工し、そのインパクトは後年に「浅間丸」（日本郵船、16,975トン）が竣工した時とは比べ物にならないぐらいのものであった。もっとも、油焚きの採用の裏には、浅野が経営していた浅野商店が石油類を取り扱っており、カリフォルニア原油を自前で精製した重油を目当てにしていたものだったが、原油関税の引き上げでアテが外れて石炭を使わざるを得なかった。
天洋丸級貨客船の建造と相前後して、東洋汽船では南米などへの移民船の運航委託を請け負う。移民船に使用された船のうち、「笠戸丸」と「楠保丸」は、日露戦争の結果取得した元ロシア船であった。1908年（明治41年）4月28日、「笠戸丸」は皇国殖民会社（水野龍社長）の依頼により、第一回ブラジル移民781名を乗せ神戸を出港、6月18日にサントスに到着したことで知られている。「楠保丸」は日本海海戦直前に仮装巡洋艦「信濃丸」（日本郵船、6,388トン）に発見され、のちに捕獲された病院船オリョールの後身であるが、短期間の行動の後解体された。
また、貨客船以外では、浅野商店が石油類を取り扱っていた関係で、「石油時代到来は必至と予想し」 ていたという浅野はタンカー運航を計画。イギリスから3隻のタンカーを購入するも、外国資本会社との熾烈な石油販売競争や、前述の原油関税引き上げで運航はかなわず、外国の船会社に傭船として出さざるを得なかった。そのような結末が出る前に三菱長崎造船所で建造された「紀洋丸」は、日本で建造された最初の本格的な外航用タンカーとなるはずであったが、計画を変更して外観はタンカーのままながら貨客船に改造され、タンカーに再改造される1921年（大正10年）まで移民船として運航された。

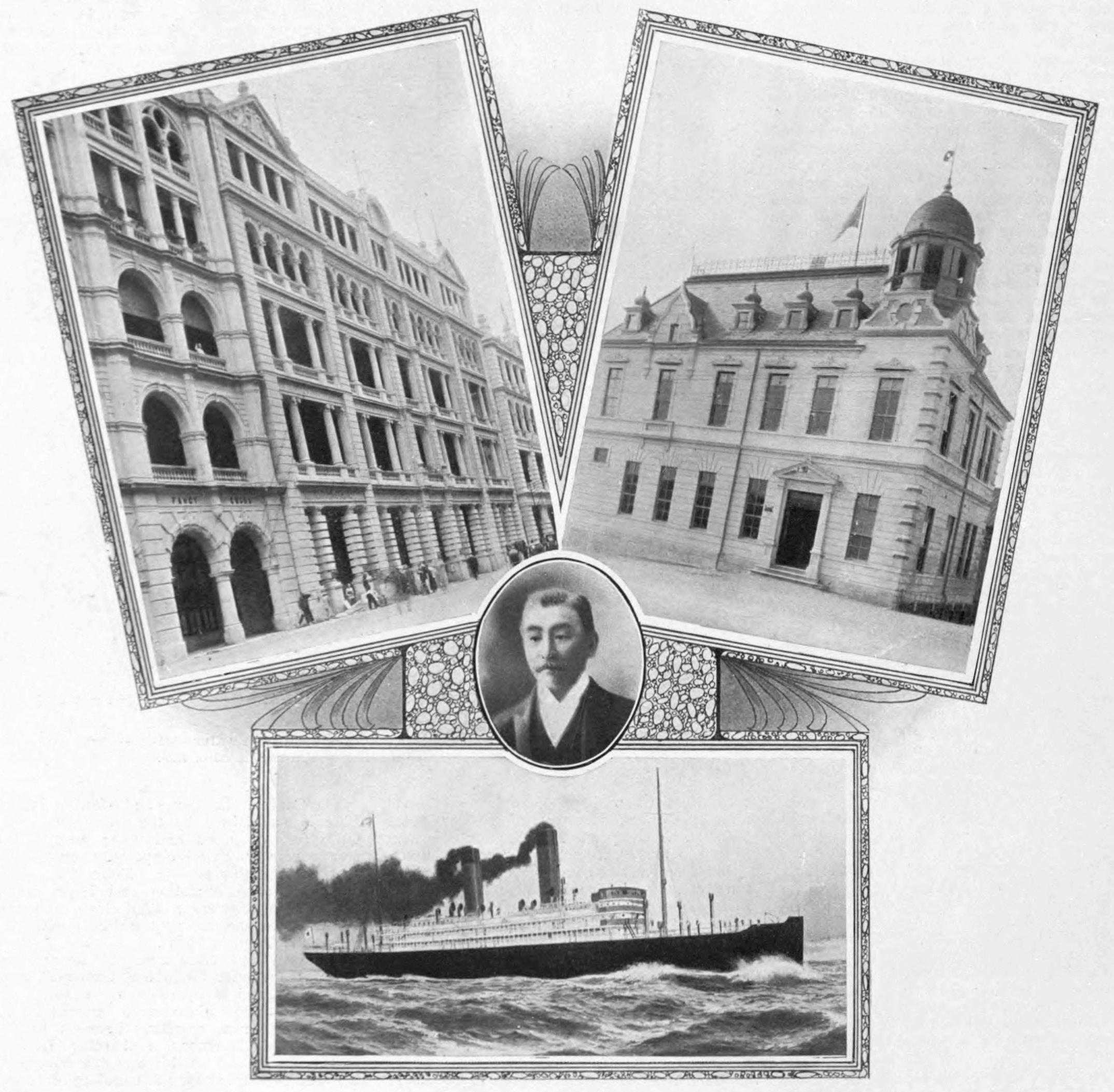
東洋汽船ポスター　香港と横浜のオフィス　天洋丸　中央に S. Asano 社長

時代は明治から大正に移り、東洋汽船は南米航路向けに「安洋丸」を建造し、さらに準姉妹船と購入船を合わせて5隻体制で航路を維持した。一方、東洋汽船の顔と言うべきサンフランシスコ航路をめぐる環境も大きく変わっていった。1915年、アメリカ船員を保護する船員法の成立を受けて、東洋汽船と提携していたパシフィック・メイル社は、突如として北太平洋航路からの撤退を表明する。グレート・ノーザン汽船会社も同じく1915年に航路を閉鎖。代わって息を吹き返したのがカナダ太平洋鉄道系の船会社であるカナダ・パシフィック・ライン（CPL）であり、パシフィック・メイル社を買収したグレース・ラインや、中国人の手によるチャイナ・メイル社が参入してくる。なかでもCPLは、1912年に「エンプレス・オブ・ロシア」（16,810トン）を投入。これに相対する東洋汽船は、航路から撤退したパシフィック・メイル社の持ち船だった「コレア」と「サイベリア」、「ペルシャ」を購入して「これや丸」、「さいべりや丸」、「波斯丸」とし、船隊の充実を図る。1914年に第一次世界大戦が始まると、CPLなど外国船会社が撤収したためサンフランシスコ航路の乗客率も上昇傾向となり、これに南米航路を合わせた利益は空前のものとなった。第一次世界大戦終結後には、ドイツからの賠償船である「カップ・フィニステレ」を取得して「大洋丸」とし、同じ浅野財閥の浅野造船所で建造されたストックボートを購入して貨物船の充実にも努めた。東洋汽船ではさらに、2万トンを超える大型船建造を計画したが、これは実現しなかった。
この当時、東京の三田に浅野の屋敷があり、金の鯱を戴く城の天守閣のような純日本風の建物紫雲閣がそびえていた。浅野は、東洋汽船の一等船室外国人客全員を紫雲閣に招待して、浅野一族の娘・孫娘・嫁など総勢20 - 30人でもてなした。合計で13万人ぐらいの外国人を招待したので、外国では「浅野の茶会」として有名だったと浅野は1931年の著書で述べている。

### 苦難期
しかし、1920年代に入ると東洋汽船の経営には暗い影がつきまとうようになる。経営航路数が日本郵船、大阪商船と比べて絶対的に少なく、大戦後など景気後退の時期に差し掛かると途端に経営が苦しくなった。新鋭船の投入もままならず、さらに有力出資者だった安田善次郎が1921年（大正10年）に朝日平吾に暗殺され、1924年にアメリカで排日移民法が成立・施行され移民客からの収入も激減して、1923年（大正12年）からは日本郵船との合併話が持ち上がるようになった。この合併話は、一度は関東大震災で流れたものの、CPLが「エンプレス・オブ・カナダ」（21,517トン）など2万トンを越える大型船を投入し、ロバート・ダラーとその一族が率いるダラー・ラインがグレース・ラインなどを次々と買収して会社規模を拡大、「プレジデント・ハリソン」（10,509トン）など戦時標準船上がりの大型船を多数揃えて北太平洋航路を席巻する。これらの動きに対して、新鋭船の投入に執念を燃やす浅野は、大蔵大臣の井上準之助などへ新鋭船建造を懇願するも聞き入れられず、会社は無配状態となって株主にこれ以上の負担をかけるのは酷と判断した浅野は、ついに客船部門を日本郵船に譲渡することを決めた。この時、浅野は、「愛児を喪うより辛い」と涙を流したという。
1926年（大正15年）2月、サンフランシスコ航路、南米航路とその使用船を「第二東洋汽船」として分離し、次いで3月11日に第二東洋汽船は日本郵船に合併され、東洋汽船は貨物船専業の船会社となる。また、自営主義から傭船主義に転換し、所有船を山下汽船、川崎汽船などへ貸し出すこととなった。その一方ではディーゼル機関使用の船舶の導入、船舶改善助成施設の活用による船隊の刷新に取り組んだ。一連の改善策で建造された新鋭貨物船は系列会社の東洋海運や、三井物産などにも傭船され、1937年（昭和12年）ごろには大型と中型の新鋭貨物船を多数そろえるまでになった。1941年（昭和16年）12月に太平洋戦争が勃発すると、東洋汽船の所属船は他の船会社と同様に次々と徴傭され、また戦時標準船14隻が割り当てられた。太平洋戦争では、かつて東洋汽船にいた「大洋丸」や「亜米利加丸」などが沈没していき、自社船も壊滅的な被害を蒙る。終戦後、東洋汽船に残った船舶はわずかに5隻で、うち1隻は終戦直後に触雷沈没し、残る4隻のうちの一隻である「美洋丸」は航行不能状態だった。触雷沈没した1隻を除いた船隊の総トン数は、4隻11,413トンであった。

### 末期
終戦後、財閥解体が行われ、安田財閥系に属し筆頭株主が安田銀行だった東洋汽船もその波に飲まれる。さらに、交付された政府補償金や保険填補金など戦時補償債務を戦時特別税として持っていかれ、企業再建整備法によって第二会社である東洋商船を設立し、船舶などを東洋商船に現物出資の上、東洋汽船はいったん清算されて解散する事となった。東洋商船は間もなく東洋汽船と改名。その間、残存船舶の改修や計画造船による新鋭船の導入をおこなった。
その後、世情が落ち着いた1955年（昭和30年）末ごろから日本油槽船との合併話が持ち上がり、1960年（昭和35年）3月31日限りで日本油槽船へ吸収合併され消滅した。その後、日本油槽船は海運集約で日産汽船と合併して昭和海運となり、昭和海運は1998年（平成10年）に日本郵船に吸収合併された。

## 所有していた船
左から船名・トン数・備考。基本データその他の出典は#松井(2)pp.138-140 、#三浦、#戦時遭難史、#特設原簿による。また、運航委託船は除く。

### 貨客船
- 日本丸（6,163トン）：1897年8月22日竣工。1918年売却
- 香港丸（6,159トン）：1897年7月7日竣工。1914年大阪商船に売却。1935年解体[33]
- 亜米利加丸（6,307トン）：1897年9月24日竣工。1911年大阪商船に売却。1944年3月6日戦没
- ろひら丸（3,081トン）：1880年進水。1900年購入。1905年売却
- ろせった丸（3,502トン）：1880年進水。1901年購入。1904年売却
- 天洋丸（初代）（13,454トン）：1908年4月22日竣工。1926年日本郵船に移籍。1933年解体
- 地洋丸（13,426トン）：1908年11月21日竣工。1916年座礁沈没
- 春洋丸（13,377トン）：1911年8月15日竣工。1926年日本郵船に移籍。1936年解体
- 波斯丸（4,381トン）：1881年進水。1915年購入。1925年解体
- これや丸（11,810トン）：1901年3月23日竣工。1916年購入。1926年日本郵船に移籍。1934年解体
- さいべりや丸（11,790トン）：1901年10月19日竣工。1916年購入。1926年日本郵船に移籍。1935年解体
- 安洋丸（9,534トン）：1913年6月3日竣工。1926年日本郵船に移籍。1943年南洋海運に移籍。1945年1月8日戦没
- 静洋丸（6,550トン）：1913年進水。1916年購入。1925年売却
- 大洋丸（14,458トン）：1911年11月18日竣工。1921年委託。1926年日本郵船に移籍。1942年5月8日戦没
- 楽洋丸（9,419トン）：1921年5月20日竣工。1926年日本郵船に移籍。1943年南洋海運に移籍。1944年9月12日戦没（ヒ72船団）
- 銀洋丸（8,450トン）：1921年8月14日竣工。1926年日本郵船に移籍。1943年12月16日戦没
- 墨洋丸（8,604トン）：1924年10月15日竣工。1926年日本郵船に移籍。1939年7月18日事故沈没
- 紀洋丸（9,287トン）：1910年10月11日竣工。1921年タンカーに改造。1935年解体
- 武洋丸（5,238トン）：1907年進水。1908年購入。1910年貨客船に改造。1913年タンカーに復旧。1917年売却

### 貨物船
- 満州丸（5,248トン）：1894年進水。1904年購入。1912年売却
- 朝洋丸（5,455トン）：1920年5月15日竣工。1936年事故沈没
- 香洋丸（5,471トン）：1920年7月4日竣工。1944年2月23日戦没
- 明洋丸（5,435トン）：1920年9月14日竣工。1929年座礁沈没
- 徳洋丸（5,450トン）：1920年11月5日竣工。1921年事故沈没
- 麗洋丸（5,446トン）：1920年12月27日竣工。1944年2月17日戦没（トラック島空襲）
- 巴洋丸（5,446トン）：1921年3月3日竣工。1941年12月21日戦没
- 美洋丸（5,479トン）：1921年5月20日竣工。1950年売却[43]
- 福洋丸（5,463トン）：1921年6月7日竣工。1944年12月7日戦没
- 旺洋丸（5,459トン）：1921年9月23日竣工。1944年10月20日戦没
- 寿洋丸（5,458トン）：1926年4月19日竣工。1944年2月17日戦没
- 総洋丸（6,801トン）：1931年1月16日竣工。1943年12月7日戦没
- 良洋丸（5,974トン）：1931年1月15日竣工。1944年5月2日戦没
- 宇洋丸（初代）（7,504トン）：1933年10月3日竣工。1936年東洋海運に移籍（信濃川丸）。1942年11月14日戦没
- 日洋丸（初代）（7,509トン）：1934年3月31日竣工。1936年東洋海運に移籍（球磨川丸）。1945年1月12日戦没
- 月洋丸（初代）（7,509トン）：1934年6月4日竣工。1936年東洋海運に移籍（最上川丸）。1943年7月31日戦没
- 天洋丸（二代）（6,843トン）：1935年3月28日竣工。1942年3月10日戦没
- 善洋丸（6,442トン）：1937年8月16日竣工。1942年8月2日戦没
- 慶洋丸（6,442トン）：1937年11月18日竣工。1944年6月12日戦没
- 千洋丸（2,904トン）：1937年11月20日竣工。1942年8月25日戦没
- 萬洋丸（2,904トン）：1937年12月24日竣工。1945年3月5日戦没
- 億洋丸（2,904トン）：1938年2月25日竣工。1944年1月1日戦没
- 節洋丸（4,147トン）：1921年竣工。1940年購入。1942年10月4日戦没
- 和洋丸（2,727トン）：1941年12月22日竣工。1945年3月11日戦没
- 愛洋丸（2,746トン）：1942年1月20日竣工。1943年3月3日戦没（ビスマルク海海戦）
- 睦洋丸（2,727トン）：1942年2月19日竣工。1944年6月12日戦没

### タンカー
- 紀洋丸（貨客船の項へ）
- 相洋丸（4,716トン）：1906年進水。1908年購入。1917年売却
- 武洋丸（貨客船の項へ）

### 戦時標準船
- 宇洋丸（二代）（1A型）（6,376トン）：1942年6月27日竣工。1943年12月21日戦没
- 日洋丸（二代）（1A型）（6,482トン）：1943年7月18日竣工。1944年12月7日戦没（多号作戦）
- 月洋丸（二代）（1A型）（6,441トン）：1943年8月31日竣工。1944年1月12日戦没
- 仁洋丸（1A型）（6,866トン）[49]：1943年12月27日竣工。1944年12月7日戦没
- 玉洋丸（1K型）（5,397トン）：1943年12月31日竣工。1944年11月12日戦没
- 忠洋丸（1D型）（1,941トン）：1944年2月7日竣工。1944年3月30日戦没（パラオ大空襲）
- 修洋丸（2A型）（6,933トン）[49]：1944年3月31日竣工。1944年11月23日戦没
- 第一長崎丸（2E型）（903トン）：1944年3月竣工。1953年売却
- 博洋丸（2D型）（2,220トン）：1944年10月6日竣工。1945年6月11日戦没
- 第五長崎丸（2E型）（873トン）：1944年10月31日竣工。1945年9月17日座礁沈没
- 賢洋丸（2D型）（2,220トン）：1944年11月1日竣工。1945年3月1日戦没。戦後引き揚げ。日本油槽船に継承[50]
- 第七長崎丸（2E型）（920トン）：1944年11月竣工。日本油槽船に継承
- 第三長崎丸（2E型）（873トン）：1944年12月14日竣工。1945年3月17日座礁沈没
- 信洋丸（2A型）（6,888トン）[49]：1945年7月6日竣工。日本油槽船に継承

### 戦後竣工船
- 扇洋丸（2,882トン）：1948年竣工。1954年売却
- 民洋丸（2,004トン）：1948年竣工。日本油槽船に継承
- 文洋丸（4,091トン）：1949年竣工。日本油槽船に継承
- 昌洋丸（6,618トン）：1951年竣工。日本油槽船に継承
- 富洋丸（6,629トン）：1953年竣工。日本油槽船に継承
- 立洋丸（8,406トン）：1957年竣工。日本油槽船に継承
- 延洋丸（12,281トン）：1958年竣工。日本油槽船に継承
- 旭洋丸（8,418トン）：1958年竣工。日本油槽船に継承